# スコット・プルーイット
エドワード・スコット・プルーイット（英語：Edward Scott Pruitt、1968年5月9日 - ）は、アメリカ合衆国の政治家、法曹。

## 経歴
1968年5月9日にケンタッキー州ダンビルに誕生し、少年時代にレキシントンに移住した。ケンタッキー大学で野球の奨学金を得た。その後、1990年にジョージタウン大学で政治学とコミュニケーションの学士号を得た。オクラホマ州のタルサ大学で、1993年に法務博士号を得た。プルーイットは1998年から2006年までタルサ郡とワゴナー郡を代表してオクラホマ州議会上院議員を務めた。2006年には共和党側のオクラホマ州副知事の指名を受けようと活動を行ったが失敗に終わった。
2010年にプルーイットはオクラホマ州司法長官に選出された。在任中は法における信教の自由を堅持することに努め、人工妊娠中絶、同性結婚、医療保険制度改革、環境規制に反対して闘争した。
一部の評論家はプルーイットを地球温暖化に対する懐疑論を唱えていると批評するが 、実際には気候変動は起こっておりその原因は人為的な物だと考えている。

## 環境保護庁長官
2016年12月8日にオクラホマ州司法長官在任中のプルーイットはドナルド・トランプ次期アメリカ合衆国大統領により、環境保護庁長官に指名された。2017年2月17日、賛成52対反対46で上院はプルーイットの環境保護庁長官への就任を正式に承認した。
スーザン・コリンズ議員は共和党で唯一反対票を投じた。またジョン・マケイン議員とジョウ・ドネリー議員は棄権した。一方、民主党議員ではジョウ・マンチン議員とハイディ・ハイトカンプ議員の2名がプルーイットの就任に賛成票を投じた。オバマ前大統領が導入した環境規制にプルーイットが強く反対していると報道された。しかし、上院環境公共事業委員会の指名承認公聴会では「地球温暖化はでっち上げではない。実際に起きている」と述べている。
プルーイットは長官就任後、2017年3月28日にトランプ大統領が署名する大統領令により、オバマ政権が火力発電所からの温室効果ガスの排出を制限したクリーン・パワー・プランが撤廃されると表明した。前政権は化石燃料を目の敵にする戦略を取っていたが、この撤廃により製造業と石炭産業の雇用が回復すると述べた。
その後、プルーイットは数々のスキャンダルに見舞われる。2017年6月14日にはプルーイットが上院にメールアドレスは1つだけと答えたにもかかわらず、オクラホマの検察官であった期間、政府のメールアドレスを2種類使用していた疑惑が報道されたほか、公費の使い方や言動を巡る批判が相次ぎ辞意を表明、2018年7月5日にトランプ大統領より了承された（7月9日に退任）。